# Rudolf Pacik
Rudolf Pacik (* 23. Juni 1947 in Wien) ist ein österreichischer römisch-katholischer Theologe, Liturgiewissenschaftler, Hochschullehrer und Konzertorganist.

## Leben
Aufgewachsen in Wien, studierte Pacik Katholische Theologie in an der Katholisch-Theologischen Fakultät der Universität Wien sowie Orgel an der Universität für Musik und darstellende Kunst Wien bei Walter Pach und am Konservatorium Basel bei Daniel Chorzempa.
1974 wurde er an der Universität Wien als Schüler von Johannes H. Emminghaus zum Dr. theol. promoviert und legte 1975 an der Wiener Musikhochschule das Konzertdiplom für Orgel ab. 
Ab Oktober 1975 war er als Assistent am Institut für Liturgiewissenschaft der Universität Innsbruck tätig, zugleich als Redakteur der Zeitschrift für katholische Theologie (bis Ende 1995) und als Organist an der Jesuitenkirche in Innsbruck.
Rudolf Pacik legte die Lehrbefähigungsprüfung für Orgel 1982 am Konservatorium Innsbruck ab, die Sponsion zum Mag. art. folgte 1993 an der Musikhochschule Graz.
Er habilitierte sich 1995 an der Theologischen Fakultät der Universität Innsbruck für das Fach Liturgiewissenschaft und lehrte dort ab 1997 als Außerordentlicher Universitäts-Professor.
Im Sommersemester 2000 war er Gastprofessor für Liturgiewissenschaft an der Universität Fribourg, im Wintersemester 2000/2001 und Sommersemester 2001 Gastprofessor für Liturgiewissenschaft an der Universität Luzern.
Zum 1. September 2004 wurde Pacik als Universitäts-Professor für Liturgiewissenschaft und Sakramententheologie an die Universität Salzburg berufen. 2012 wurde er emeritiert.
Wichtige Felder seiner wissenschaftlichen Arbeit sind die Forschung über Josef Andreas Jungmann (Pacik erschloss die bis dahin nur handschriftlich in Gabelsberger-Kurzschrift vorliegenden Tagebücher Jungmanns für die Forschung), liturgiehistorische und pastoralliturgische Themen, besonders in Zusammenhang mit den Anforderungen der Rezeption des 2. Vatikanums, sowie der Zusammenhang von Kirchenmusik und Liturgie.
Pacik war u. a. Mitglied in der Internationalen Arbeitsgemeinschaft für Hymnologie (IAH) sowie in zahlreichen liturgischen Gremien.
2012 wurde Pacik mit der Orlando-di-Lasso-Medaille ausgezeichnet und erhielt vom Augustiner-Chorherrenstift Klosterneuburg das Leopoldskreuz in Silber.

## Publikationen (in Auswahl)
- Volksgesang im Gottesdienst. Der Gesang bei der Messe in der Liturgischen Bewegung von Klosterneuburg (= Schriften des Pius-Parsch-Instituts 2), (Überarbeitete Dissertation von 1974)  Klosterneuburg 1977.
- Günter Duffrer, Rudolf Pacik: Handreichung zu Musik und Gesang in der Meßfeier. Hrsg. vom Deutschen Liturgischen Institut (= Pastoralliturgische Hilfen 2), Trier 1990, 4. Aufl. 1993
- „Last des Tages“ oder „geistliche Nahrung“? Das Stundengebet im Werk Josef Andreas Jungmanns und in den offiziellen Reformen von Pius XII. bis zum II. Vaticanum (= Studien zur Pastoralliturgie 12), Regensburg 1997, ISBN 3-7917-1551-8  (Habilitationsschrift von 1995, für den Druck geringfügig überarbeitet und mit neuem Titel versehen) – Mit dem „Forschungspreis der Stadt Innsbruck 1997“ ausgezeichnet.